# 서성원
서성원(徐成沅, 1975년 2월 13일 ~ )은 대한민국의 음악 감독, 스코어에디터다.

## 참여한 작품 (음악 감독)
- 2007년 ~ 2019년 : tvN 막돼먹은 영애씨 시즌 1~17 (전시즌)
- 2009년 : tvN 세남자
- 2010년 : MBC 볼수록 애교만점
- 2010년 : tvN 원스어폰어타임 인 생초리
- 2010년 : MBC 몽땅 내사랑
- 2012년 : MBC 엄마가뭐길래
- 2013년 : tvN 식샤를 합시다 시즌1
- 2014년 : TV조선 최고의 결혼
- 2014년 : MBC EVERYONE 스웨덴 세탁소
- 2015년 : tvN 식샤를 합시다 시즌2
- 2016년 : tvN 싸우자귀신아
- 2016년 : tvN 혼술남녀
- 2016년 : 후난위성 달빛아래 체인지
- 2017년 : tvN 스테이지 오늘도 템버린을 모십니다
- 2018년 : tvN 시를 잊은 그대에게
- 2018년 : tvN 식샤를 합시다 시즌3
- 2018년 : OCN 플레이어
- 2018년 : tvN 스테이지 진추하가 돌아왔다
- 2019년 : tvN 스테이지 각색은 이미 시작됐다
- 2019년 : tvN 진심이 닿다
- 2020년 : KAKAO 연애혁명
- 2020년 : JTBC 허쉬
- 2021년 : TVING 당신의 운명을 쓰고있습니다
- 2022년 : KBS 미남당
- 2022년 : ENA 가우스전자
- 2022년 : ENA 얼어죽을 연애따위
- 2023년 : TVING 잔혹한 인턴
- 2024년: MBC 친절한 선주씨 ft: 정승현

### 뮤직에디터
- 2024년: MBC 지금 거신 전화는
- 2024년 : JTBC 옥씨부인전
- 2025년: Netflix 트리거

## 참여한 영화
- 2010년 : 포화속으로 (스코어에디터)
- 2017년 : 대장 김창수 (스코어에디터)

## 약력
- 2006년 : MBC 궁
- 2006년 : MBC 어느 멋진날
- 2007년 : MBC 궁S
- 2007년 : tvN 막돼먹은 영애씨 시즌1
- 2007년 : MBC 에어시티
- 2007년 : MBC 깍두기
- 2007년 : tvN 막돼먹은 영애씨 시즌2
- 2008년 : tvN 막돼먹은 영애씨 시즌3
- 2008년 : tvN 막돼먹은 영애씨 시즌4
- 2009년 : MBC 돌아온 일지매
- 2009년 : tvN 막돼먹은 영애씨 시즌5
- 2009년 : tvN 세남자
- 2009년 : MBC 지붕뚫고 하이킥
- 2009년 : tvN 막돼먹은 영애씨 시즌6
- 2009년 : MBC 히어로
- 2010년 : MBC 파스타
- 2010년 : MBC 볼수록 애교만점
- 2010년 : tvN 막돼먹은 영애씨 시즌7
- 2010년 : 포화속으로
- 2010년 : tvN 원스어폰어타임 인 생초리
- 2010년 : MBC 몽땅 내사랑
- 2010년 : SBS 아테나
- 2010년 : tvN 막돼먹은 영애씨 시즌8
- 2011년 : MBC 마이프린세스
- 2011년 : tvN 막돼먹은 영애씨 시즌9
- 2012년 : MBC 무신
- 2012년 : SBS 부탁해요 캡틴
- 2012년 : tvN 막돼먹은 영애씨 시즌10
- 2012년 : tvN 아이러브이태리
- 2012년 : MBC 골든타임
- 2012년 : MBC 아들녀석들
- 2012년 : MBC 엄마가뭐길래
- 2012년 : tvN 막돼먹은 영애씨 시즌11
- 2013년 : KBS 아이리스2
- 2013년 : JTBC 세계의 끝
- 2013년 : tvN 막돼먹은 영애씨 시즌12
- 2013년 : JTBC 그녀의 신화
- 2013년 : MBC 내손을 잡아
- 2013년 : MBC 황금무지개
- 2013년 : tvN 식샤를 합시다 시즌1
- 2013년 : MBC 미스코리아
- 2014년 : tvN 막돼먹은 영애씨 시즌13
- 2014년 : JTBC 밀회
- 2014년 : MBC 개과천선
- 2014년 : TV조선 최고의 결혼
- 2014년 : MBC EVERYONE 스웨덴 세탁소
- 2015년 : SBS 떴다! 패밀리
- 2015년 : tvN 막돼먹은 영애씨 시즌14
- 2015년 : SBS 풍문으로 들었소
- 2015년 : OCN 실종느와르 M
- 2015년 : MBC 앵그리맘
- 2015년 : tvN 식샤를 합시다 시즌2
- 2015년 : tvN 구여친클럽
- 2015년 : OCN 아름다운 나의 신부
- 2015년 : MBC 위대한 조강지처
- 2015년 : SBS 심야식당
- 2016년 : tvN 기억
- 2016년 : MBC 좋은사람
- 2016년 : MBC 운빨로맨스
- 2016년 : tvN 굿와이프
- 2016년 : tvN 싸우자귀신아
- 2016년 : SBS 질투의 화신
- 2016년 : tvN 혼술남녀
- 2016년 : tvN 막돼먹은 영애씨 시즌15
- 2016년 : 후난위성 달빛아래 체인지
- 2016년 : MBC 불야성
- 2016년 : SBS 푸른바다의 전설
- 2016년 : MBC 불야성
- 2017년 : MBC 미씽나인
- 2017년 : KBS 완벽한 아내
- 2017년 : tvN 시카고 타자기
- 2017년 : SBS 수상한파트너
- 2017년 : tvN 하백의 신부
- 2017년 : MBC 죽어야 사는 남자
- 2017년 : MBC 병원선
- 2017년 : 대장 김창수
- 2017년 : tvN 부암동 복수자들
- 2017년 : OCN 블랙
- 2017년 : MBC 전생에 웬수들
- 2017년 : KBS 흑기사
- 2017년 : tvN 스테이지 오늘도 템버린을 모십니다
- 2017년 : tvN 막돼먹은 영애씨 시즌16
- 2018년 : tvN 크로스
- 2018년 : tvN 시를 잊은 그대에게
- 2018년 : tvN 무법변호사
- 2018년 : OCN 라이프 온 마스
- 2018년 : tvN 김비서가 왜 그럴까
- 2018년 : tvN 식샤를 합시다 시즌3
- 2018년 : SBS 기름진멜로
- 2018년 : OCN 플레이어
- 2018년 : tvN 빅 포레스트
- 2018년 : SBS 여우각시별
- 2018년 : tvN 남자친구
- 2018년 : Olive 은주의 방
- 2018년 : OCN 프리스트
- 2018년 : tvN 스테이지 진추하가 돌아왔다
- 2019년 : KBS2 동네변호사 조들호2
- 2019년 : tvN 로맨스는 별책부록
- 2019년 : tvN 스테이지 각색은 이미 시작됐다
- 2019년 : tvN 막돼먹은 영애씨 시즌17
- 2019년 : tvN 진심이 닿다
- 2019년 : tvN 사이코메트리 그녀석
- 2019년 : tvN 싸이코메트리 그녀석
- 2019년 : OCN 타인은 지옥이다
- 2019년 : SBS 베가본드
- 2019년 : tvN 사랑의 불시착
- 2020년 : OCN 번외수사
- 2020년 : tvN 사이코지만 괜찮아
- 2020년 : tvN 청춘기록
- 2020년 : KAKAO 연애혁명
- 2020년 : tvN 산후조리원
- 2020년 : JTBC 허쉬
- 2020년 : KAKAO 도시남녀의 사랑법
- 2021년 : MBC 오 주인님
- 2021년 : TVING 당신의 운명을 쓰고있습니다
- 2021년 : OCN 다크홀
- 2021년 : tvN 간떨어지는 동거
- 2021년 : MBN 보쌈 운명을 훔치다
- 2021년 : KAKAO 우수무당 가두심
- 2021년 : tvN 하이클래스
- 2021년 : JTBC 너를 닮은사람
- 2021년 : MBC 옷소매 붉은끝동
- 2021년 : SBS 그해 우리는
- 2021년 : tvN 불가살
- 2022년 : TVING 마녀식당으로 오세요
- 2022년 : DISNEY 너와나의경찰수업
- 2022년 : MBC 지금부터 쇼타임
- 2022년 : KBS 미남당
- 2022년 : tvN 환혼 시즌1
- 2022년 : tvN 조선 정신과의사 유세풍 시즌1
- 2022년 : KAKAO 어쩌다 전원일기
- 2022년 : ENA 가우스전자
- 2022년 : ENA 얼어죽을 연애따위
- 2022년 : MBC 금혼령 조선 혼인 금지령
- 2022년 : tvN 환혼 시즌2
- 2023년 : tvN 조선 정신과의사 유세풍 시즌2
- 2023년 : tvN 링크 먹고 사랑하라, 죽이게
- 2023년 : TVING 잔혹한 인턴
- 2023년 : KBS 순정복서
- 2023년 : MBC 오늘도 사랑스럽개
- 2023년 : MBC 열녀박씨 결혼계약뎐
- 2023년 : ENA 사랑한다고 말해줘
- 2023년 : TV조선 나의 해피엔드
- 2024년 : tvN 눈물의 여왕

## 보류된 작품
- TVING 오리지널 빌런즈 - 제작사의 내부 사정으로 인한 방영 연기
- JTBC 아침이 밝아올때까지 - 촬영 중단
- tvN 막돼먹은 영애씨 시즌18 - 방영일자 미확인